# Babica (Serbia)
Babica (cyr. Бабица) – wieś w Serbii, w okręgu toplickim, w gminie Kuršumlija. W 2011 roku liczyła 61 mieszkańców.